# Friedrich-Ludwig-von-Sckell-Ehrenring
Der Friedrich-Ludwig-von-Sckell-Ehrenring (kurz Sckell-Ehrenring oder Sckell-Ring) ist eine nach dem deutschen Gartenarchitekten Friedrich Ludwig von Sckell (1750–1823; Schöpfer des Englischen Gartens in München) benannte Auszeichnung der Bayerischen Akademie der Schönen Künste „für herausragende Landschaftsarchitekten, Gartenhistoriker und verwandte Berufe“. Er gilt als die höchste Auszeichnung der Branche. Der goldene und mit einem stilisierten Bäumchen – dem Familienwappen der Sckell – verzierte Ring wird seit 1967 verliehen, heutzutage in der Regel alle zwei Jahre.

## Träger des Sckell-Ehrenrings
- 2023: Erika Schmidt (* 1944)
- 2017: John Dixon Hunt (* 1936)
- 2014: Peter Latz (* 1939)
- 2012: Géza Hajós (1942–2019)
- 2009: Kathryn Gustafson (* 1951)
- 2007: Robert de Jong (* 1944)
- 2005: Hinnerk Wehberg (* 1936)
- 2003: Günter Nagel (1936–2020)
- 2002: Lawrence Halprin (1916–2009)
- 2000: Michael Seiler (* 1939)
- 1997: Hans Luz (1926–2016)
- 1995: Dušan Ogrin (1929–2019)
- 1993: Ralph Gälzer (1931–2007)
- 1991: Dieter Hennebo (1923–2007)
- 1989: Harri Günther (1928–2023)
- 1988: Sven-Ingvar Andersson (1927–2007)
- 1986: Richard Hansen (1912–2001)
- 1985: Herta Hammerbacher (1900–1985)
- 1983: Gunnar Martinsson (1924–2012)
- 1981: Gerda Gollwitzer (1907–1996)
- 1979: Pietro Porcinai (1910–1986)
- 1977: Christian Bauer (1903–1978)
- 1975: Walter Rossow (1910–1992)
- 1973: Günther Grzimek (1915–1996)
- 1969: Ludwig Roemer (1911–1974)
- 1967: Karl Heinrich Meyer (1903–1988)